# Kempinskiberg
Der Kempinskiberg ist mit einer Höhe von 2187 m einer der höchsten Berge Namibias. Er ist Teil der südöstlich von Windhoek liegenden Auasberge, einer rund 50 km langen Gebirgskette mit einer Breite von nur 10 km, die Kammlinie ist durchschnittlich auf 2000 m.
Ebracteola montis-moltkei, eine Art der Mittagsblumengewächse, ist in den Auasbergen endemisch und kommt nur am Kempinskiberg und am Osthang des Moltkeblicks vor.